# St. Francis County
St. Francis County (Saint Francis County) är ett administrativt område, county, i Arkansas, USA. År 2010 hade countyt 28 258 invånare (2010). Den administrativa huvudorten (county seat) är Forrest City. 

## Geografi
Enligt United States Census Bureau så har countyt en total area på 1 664 km². 1642 km² av den arean är land och 22 km² är vatten. 

### Angränsande countyn
- Cross County - nord
- Crittenden County - öst
- Lee County - syd
- Monroe County - sydväst
- Woodruff County - nordväst